# Вече са Иваном Ивановићем
Вече са Иваном Ивановићем је српски ток-шоу чији је аутор и водитељ Иван Ивановић. Емитована је од 14. маја 2010. до 21. децембра 2018. на Првој српској телевизији, а од 5. априла 2019. до 28. јуна 2024. на Новој, односно од 14. септембра 2024. на Блиц ТВ. У почетку се приказивала петком од 22.30 сати, затим од 21.15 сати, па потом у 22 часа, а након тога у 21 час, а потом поново у 22 часа.

## Формат
Емисија је базирана на принципу ток-шоуа, са елементима сатире, хумора и ироније. У свакој епизоди су најчешће гостовале две личности (некада и више њих) из јавног живота Србије — музичари, књижевници, водитељи, спортисти, глумци и др, али и из суседства и иностранства.
Увод у емисију је базиран по принципу духовитог прегледа недеље иза нас, коју нам дочарава Иван Ивановић. После тога у емисију долазе гости, а у међувремену пуштају се комични прилози, најчешће политички оријентисани. За крај емисије остављена је рубрика „Стигла нам је пошта“, коју попуњавају гледаоци, тако што шаљу комичне слике или видео-клипове. Музички гости најчешће затварају емисију извођењем неке своје нумере, а некада и сами гости затварају емисију песмом.
Саставни део емисије био је и бенд Ане Штајдохар који је задужен за музику. Од 9. сезоне (када је стендап вече пребачено као увод за вече са гостима) уз Ану Штајдохар певала и Ивана Петерс.

## Одлазак са Прве ТВ
Почетком децембра 2018. године Antenna Group је објавила да се повлачи са тржишта Србије и Црне Горе и да је извршила аквизицију телевизијских канала (Прва, О2, Прва ЦГ, специјализовани кабловски канали), радија Плеј и својих портала Срђану Миловановићу, бившем власнику кабловског оператера Коперникус за 180 милиона евра. Ова аквизиција је критикована од стране опозиције у Србији зато што је брат Срђана Миловановића високи функционер СНС и по њима је куповина Прве и О2 потврда „медијског мрака”. Посланици Саша Радуловић и Бранка Стаменковић су поднели кривичну пријаву Тужилаштву за организовани криминал против више лица због „основане сумње на злоупотребу положаја одговорних лица”, поводом куповине Прва и продаје Коперникуса Телекому Србија.
Иван Ивановић је крајем истог месеца изјавио да је новогодишње издање 10. сезоне емисије Вече са Иваном Ивановићем последње издање те емисије, јер напушта Прву телевизију из моралних разлога. Како је рекао за агенцију Бета, не жели да стоји иза свега што се дешавало приликом куповине телевизије Прва, нити жели да себе и свој тим доведе у ситуацију да буду притиснути или условљени. Из менаџмента су изјавили да поштују његову одлуку, захвалили су му се на обострано успешној сарадњи и пожелели срећу у даљем раду. Међутим, то издање емисије није емитовано, иако је било најављено, а уместо њега, емитован је филм Стадо. Телевизија је саопштила како последња епизода није емитована јер се водитељ није опростио од публике како треба и јер је кроз емисију вређао нову управу телевизије, те да је занемарио хуманитарни карактер епизоде. Иван Ивановић је изјавио како нико од запослених није знао да емисија неће бити емитована, те да је спорно свега 10 минута. Ипак, снимак последње епизоде убрзо се проширио интернетом и погледао га је велики број људи, упркос покушају да се уклони.
Ивановић је потом на свом Јутјуб каналу приказивао Скромно вече са Иваном Ивановићем, које је преношено уживо из његове дневне собе. У марту 2019, објављено је да ће се емисија поновно приказивати на телевизији Нова С, од 5. априла исте године.

## Преглед
| Сезона | Бр. епизода | Почетак емитовања   | Крај емитовања  | Канал     |
| ------ | ----------- | ------------------- | --------------- | --------- |
| 1      | 12          | 14. мај 2010.       | 30. јул 2010.   | Фокс      |
| 2      | 48          | 3. септембар 2010.  | 29. јул 2011.   | Фокс/Прва |
| 3      | 49          | 2. септембар 2011.  | 27. јул 2012.   | Прва      |
| 4      | 47          | 7. септембар 2012.  | 26. јул 2013.   | Прва      |
| 5      | 46          | 13. септембар 2013. | 10. јул 2014.   | Прва      |
| 6      | 47          | 19. септембар 2014. | 8. август 2015. | Прва      |
| 7      | 42          | 18. септембар 2015. | 8. јул 2016.    | Прва      |
| 8      | 41          | 23. септембар 2016. | 30. јун 2017.   | Прва      |
| 9      | 39          | 22. септембар 2017. | 29. јун 2018.   | Прва      |
| 10     | 29          | 21. септембар 2018. | 28. јун 2019.   | Прва/Нова |
| 11     | 37          | 20. септембар 2019. | 3. јул 2020.    | Нова      |
| 12     | 37          | 18. септембар 2020. | 25. јун 2021.   | Нова      |
| 13     | 36          | 17. септембар 2021. | 24. јун 2022.   | Нова      |
| 14     | 36          | 16. септембар 2022. | 30. јун 2023.   | Нова      |
| 15     | 37          | 22. септембар 2023. | 28. јун 2024.   | Нова      |
| 16     | ?           | 13. септембар 2024. | јун 2025.       | Блиц ТВ   |

## Сродне емисије

### Вече са Иваном Ивановићем и мушкарцима (2015−17)
Вече са Иваном Ивановићем и мушкарцима се емитовала као посебна емисија од 21. септембра 2015. до 26. јуна 2017. године и емитовала се понедељком.

### Вече са Иваном Ивановићем: Вече смеха (2016−17)
Вече са Иваном Ивановићем: Вече смеха се емитовало од 6. децембра 2016. до 27. јуна 2017. године и емитовала се уторком.

### Скромно вече са Иваном Ивановићем (2019)
Скромно вече са Иваном Ивановићем емитовано је од 6. фебруара 2019. године на Јутјуб каналу Ивана Ивановића недељом.

### 4 и по мушкарца са Иваном Ивановићем (2020−данас)
4 и по мушкарца са Иваном Ивановићем се емитује од 3. фебруара 2020. године и емитује се понедељком.